# Lamellidoris grisea
Lamellidoris grisea är en snäckart som först beskrevs av Gould 1870.  Lamellidoris grisea ingår i släktet Lamellidoris och familjen Onchidorididae. Inga underarter finns listade i Catalogue of Life.